# Musculus biceps brachii

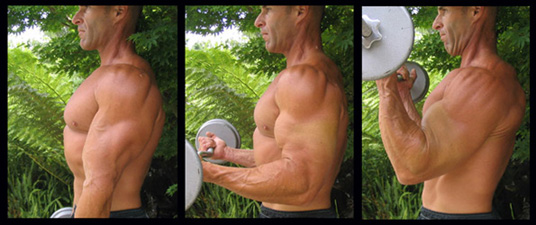
Oefening voor de biceps

De musculus biceps brachii,  kortweg biceps, of tweehoofdige bovenarmspier, is een spier in de bovenarm. In de volksmond worden bicepsen ook wel spierballen genoemd. Deze bi-articulaire spier passeert zowel het schouder- als het ellebooggewricht.
Deze spier heeft twee oorsprongen. De lange kop (caput longum musculi bicipitis brachii) heeft zijn oorsprong aan het tuberculum supraglenoidale van het schouderblad (scapula). De korte kop (caput breve musculi bicipitis brachii) begint bij de processus coracoideus van datzelfde schouderblad. De aanhechting van de spier zit bij de tuberositas van het spaakbeen (radius). De biceps is een agonistische spier, dit is een spier die zorgt voor de buigende beweging van een gewricht.
De musculus biceps brachii kan zorgen voor flexie (buigen) van de elleboog, supinatie van de onderarm (open draaien van de hand/pols) en anteflexie (voorwaarts heffen) van de arm.